# هوراسيو أميلي
هوراسيو أميلي (بالإسبانية: Horacio Ameli)‏ هو لاعب كرة قدم أرجنتيني في مركز الدفاع، ولد في 7 يوليو 1974 في روساريو في الأرجنتين. لعب مع رايو فايكانو وريفر بليت ونادي أتليتيكو كولون ونادي أمريكا ونادي إنترناسيونال ونادي سان لورينزو ونادي ساو باولو.

## وصلات خارجية
- هوراسيو أميلي على موقع قاعدة بيانات كرة القدم.إي يو (الإنجليزية)
- هوراسيو أميلي على موقع عالم كرة القدم.نت (الإنجليزية)